# 托博利夫
50°21′9″N 24°29′54″E / 50.35250°N 24.49833°E
托博利夫（烏克蘭語：Тоболів），是烏克蘭西部的村莊，隸屬利維夫州的舍普季茨基區。該村面積0.49平方公里，海拔高度206米，2001年人口64，人口密度每平方公里129.82人。